# LG Optimus Pad
LG Optimus Pad è un tablet sviluppato da LG Electronics per la propria formazione e per specifici operatori di telefonia mobile nei paesi selezionati come NTT DoCoMo e T-Mobile. LG Optimus Pad è stato messo in commercio in Corea del Sud nell'aprile 2011 e poi negli Stati Uniti a marzo 2011, che è anche conosciuto come il T-Mobile G-Slate. È il primo dispositivo di LG con Android 3.0 ("Honeycomb") ed è apparso al Mobile World Congress nel febbraio 2011.

## Caratteristiche
LG Optimus Pad dispone di una fotocamera frontale da 2 megapixel e una fotocamera da posteriore da 5 megapixel. È dotato di un touchscreen da 8.9 pollici che include Wi-Fi 802.11b/g/n e Bluetooth 2.1 ed è alimentato da una batteria da 6400 mAh Li-Ion che gira su un processore da 1 GHz Nvidia Tegra 2 con a bordo Android 3.0 Honeycomb con Optimus UI.